# Comitatul Wise, Texas
Comitatul Wise este unul din cele 254 de comitate ale statului american Texas. Sediul comitatului, care se găsește în partea de nord a celui mai mare stat continental american, este orașul Decatur.
Numele comitatului a fost dat în onoarea generalului și politicianului Henry Alexander Wise, unul din membrii Camerei Reprezentanților a Statelor Unite din statul Virginia și fost guvernator al statului natal, care a sprijinit anexarea fostei Republicii a Texasului ca cel de-al 28-lea stat al Uniunii. Întreg comitatul este parte a zonei metropolitane Dallas-Fort Worth Metroplex.